# 大眼鎧弓魚
大眼鎧弓魚，為輻鰭魚綱骨舌魚目弓背魚科的其中一種，為熱帶淡水魚，分布於亞洲印尼蘇門答臘、婆羅洲、爪哇島、馬來半島淡水流域，體長可達150公分，棲息在雨林溪流底層水域，以魚類、甲殼類等為食，在清晨及黃昏活動，生活習性不明，可做為食用魚，已滅絕。

## 扩展阅读
維基物種上的相關：大眼鎧弓魚